# Erich Sehlbach
Erich Oswald Sehlbach (* 18. November 1898 in Barmen, heute zu Wuppertal; † 31. Oktober 1985 in Essen) war ein deutscher Komponist.

## Leben
Erich Sehlbach wurde 1898 als Sohn eines Barmer Kaufmanns geboren. Aufgrund seines musikalischen Talents, das sich schon während des privaten Gesangs- und Klavierunterrichts im Jugendalter offenbarte, fand er 1919 Aufnahme im Leipziger Konservatorium. Er studierte Gesang, Klavier und Musiktheorie unter den Professoren Wolfgang Geist, Stephan Krehl und Max Ludwig und arbeitete nach Abschluss seiner Studien von 1925 bis 1927 als Musikkritiker in München. 1928 folgte er dem Ruf an die Folkwangschule in Essen, wo er bis zu seiner Emeritierung 1964 lehrte.
Zu seinen zahlreichen und vielfältigen Werken zählen Streichquartette, Serenaden, Rhapsodien und die Opern Galilei, Die Stadt und Signor Caraffa. Er schuf zahlreiche Klavierwerke, die u. a. von seiner Frau, der Konzertpianistin Irma Zucca-Sehlbach interpretiert wurden. Er starb 1985 nach schwerer Krankheit.

## Auszeichnungen
- 1952: von der Heydt-Kulturpreis der Stadt Wuppertal

## Werke
- Literatur von und über Erich Sehlbach im Katalog der Deutschen Nationalbibliothek